# Теотбалд от Арл
Теотбалд (на френски: Théobald d'Arles; * 850/860; † юни 887/895) е 879/880 г. граф на Арл.

## Биография
Той е син на херцог Хугберт от род Бозониди.
През 880 г. Теотбалд е тежко ранен в битка против Бозон Виенски (Bosonem tyrannum), с когото е роднина, и бяга в Прованс. Датата на неговата смърт не е известна, вероятно е между 887 и 895 г.

## Фамилия
През 879 г. той се жени за Берта, извънбрачна дъщеря на Лотар II от Каролингите. Двамата имат децата:
- Хуго I Арлски († 10 април 947), 903 г. граф на Виен, 926 г. крал на Италия
- Бозон († сл. 936), 911/931 граф на Авиньон, 926/931 граф на Арл, 931/936 маркграф на Тоскана
- Теутберга († пр. септември 948); ∞ Варнарий (убит на 6 декември 924), 895 вицеграф на Санс, 895/896 граф на Троа.
- дъщеря († сл. 924)

Неговата вдовица Берта се омъжва през 895 (или между 890/898) за Адалберт Богатия, маркграф на Тоскана (Тусция) и има с него двама сина и една дъщеря.